# بالگردگاه برج لینکولن
بالگردگاه برج لینکولن (به انگلیسی: Lincoln Tower Heliport) یک فرودگاه خصوصی است. این فرودگاه در کشور ایالات متحده آمریکا قرار دارد و در ارتفاع ۱۱۲ متری از سطح دریا واقع شده است.